# Elionor Maria d'Anhalt-Bernburg
Elionor Maria d'Anhalt-Bernburg (en alemany Eleonore Marie von Anhalt-Bernburg) va néixer a Amberg (Alemanya) el 7 d'agost del 1600 i va morir a Strelitz el 17 de juliol de 1657. Era una noble alemanya filla de Cristià I d'Anhalt-Bernburg (1568-1630) i d'Anna de Bentheim-Tecklenburg (1579-1624)
Persona culta i interessada per la música, va ser una de les fundadores i directora de l'Académie des Loyales, la versió femenina de la societat Fruchtbringenden Gesellschaft. Després de la mort del seu marit, Elionor Maria es va fer càrrec, per voluntat expressa del duc, de la regència del seu fill. Però va entrar en conflicte amb el seu cunyat  Adolf Fredric, fins que finalment ella va renunciar als seus drets el 1645.

## Matrimoni i fills
El 7 de maig de 1626 es va casar a Güstrow amb Joan Albert II de Mecklenburg, fill del duc Joan VII de Mecklenburg-Schwerin (1558-1592) i de Sofia de Schleswig-Holstein-Gottorp (1569-1634). Fruit d'aquest matrimoni en nasqueren:
- Anna Sofia (1628-1666), casada amb Lluís IV de Liegnitz (1616-1663).
- Joan Cristià (1629-1631)
- Elionor (1630-1631)
- Gustau Adolf (1633-1695), casat amb Magdalena Sibil·la de Schleswig-Holstein-Gottorp 1631-1719.
- Lluïsa (1635-1648)